# Oussama Assaidi
Oussama Assaidi (Bouyafer, 15 augustus 1988) is een Marokkaans voormalig profvoetballer die onder andere voor SC Heerenveen, Liverpool FC, Stoke City en FC Twente uitkwam. Hij was van 2011 tot en met 2015 actief in het Marokkaans voetbalelftal waarvoor hij 17 interlands speelde en twee keer scoorde.

## Jeugd
Assaidi is geboren in Marokko, maar kwam al op vrij vroege leeftijd naar Amsterdam, waar hij voetbalde op pleintjes met Luciano Narsingh en Furdjel Narsingh. Assaidi begon bij DWS en kwam via Zeeburgia bij AZ terecht waar hij drie seizoenen in de AZ Jeugdopleiding speelde. Daarna vertrok hij naar FC Omniworld.

## Clubcarrière

### FC Omniworld en De Graafschap
Oussama Assaidi begon zijn professionele loopbaan in het seizoen 2006/07 bij FC Omniworld in de eerste divisie. Na twee seizoenen bij de club uit Almere waarin hij 36 wedstrijden (3 doelpunten) speelde, ging hij in de zomer van 2008 naar De Graafschap.

### sc Heerenveen
Op de laatste dag van de zomerse transferperiode in 2010 maakte Assaidi de overstap naar sc Heerenveen. Bij Heerenveen maakt hij zijn debuut tegen FC Groningen en werd meer in de basis opgesteld. Op 12 december 2010 speelde hij een opmerkelijke wedstrijd. In Heerenveen tegen landskampioen FC Twente maakte hij, ondanks een lichte enkelblessure, 3 goals, gaf hij 2 assists en zorgde hij ervoor dat Heerenveen een penalty kreeg, waardoor de eindstand 6-2 werd. In het seizoen 2011 kende hij blessures maar in 2012 werd hij weer vaker opgesteld.

### Liverpool FC
Assaidi tekende in augustus 2012 een contract voor vier seizoenen bij Liverpool FC, dat €5.000.000,- voor hem betaalde aan sc Heerenveen. Hier kreeg hij rugnummer 11 toegewezen.
Op 20 september 2012 maakte Assaidi zijn debuut voor Liverpool in de Europa League. Liverpool won met 5-3 van Young Boys. Nadat Assaidi in het seizoen 2012/13 vier keer in actie kwam voor Liverpool, mocht hij worden verhuurd. Zo kwam hij terecht bij Stoke City, dat hem na 2013-2014 nog een jaar huurde.

### Al-Ahli
Het tweede jaar bij Stoke eindigde voor Assaidi na een half seizoen. In de winterstop van de jaargang 2014/15 verkocht Liverpool hem definitief aan Al-Ahli. Hier liet hij in november 2016 zijn contract ontbinden.

### FC Twente
Assaidi tekende in december 2016 een contract tot medio 2019 bij FC Twente. Hiervoor debuteerde hij op 29 januari 2017. Hij maakte die dag de winnende treffer in een met 1–2 gewonnen wedstrijd uit bij PEC Zwolle. Na het eerste half jaar bij Twente kon Assaidi het nu in een heel seizoen laten zien in het seizoen 2017/2018. Assaidi speelde ondanks terugkomend blessureleed nog 25 competitiewedstrijden en werd met 6 goals clubtopscorer dat seizoen. Ondanks het goede seizoen van Assaidi degradeerde FC Twente alsnog naar de Jupiler League.
In seizoen 2018/2019 speelde Assaidi slechts 11 competitiewedstrijden vanwege een zware blessure die hem ruim een half jaar aan de kant hield. Ondanks de beperkte rol van Assaidi wist FC Twente wel kampioen te worden en keerde na één jaar weer terug in de Eredivisie.

### Sportschool
Na het kampioenschap met FC Twente liep zijn contract bij de club af. In november 2020 leek er nog sprake te zijn van een rentree in het voetbal bij Maghreb Fes maar in feite is zijn carrière als profvoetballer dan al beëindigd, omdat het door blessureleed (kniekraakbeen) uitgesloten was dat hij zich nog eens op het hoogste niveau zou kunnen testen. Samen met Kamal el Makrini startte hij een sportschool waar hij zijn eigen ervaring wil inzetten om talenten verder te helpen en voor te bereiden op een topsportcarriere.

## Clubstatistieken
| Seizoen                   | Club            | Competitie      | Competitie | Competitie | Beker | Beker | Internationaal | Internationaal | Overig | Overig | Totaal | Totaal |
| Seizoen                   | Club            | Competitie      | Wed.       | Dlp.       | Wed.  | Dlp.  | Wed.           | Dlp.           | Wed.   | Dlp.   | Wed.   | Dlp.   |
| ------------------------- | --------------- | --------------- | ---------- | ---------- | ----- | ----- | -------------- | -------------- | ------ | ------ | ------ | ------ |
| 2006/07                   | FC Omniworld    | Eerste divisie  | 7          | 0          | 0     | 0     | 0              | 0              | 0      | 0      | 7      | 0      |
| 2007/08                   | FC Omniworld    | Eerste divisie  | 29         | 3          | 0     | 0     | 0              | 0              | 0      | 0      | 29     | 3      |
| 2008/09                   | De Graafschap   | Eredivisie      | 12         | 1          | 0     | 0     | 0              | 0              | 5      | 1      | 17     | 2      |
| 2009/10                   | De Graafschap   | Eerste divisie  | 5          | 5          | 0     | 0     | 0              | 0              | 0      | 0      | 5      | 5      |
| 2009/10                   | sc Heerenveen   | Eredivisie      | 20         | 1          | 2     | 1     | 6              | 1              | 0      | 0      | 28     | 3      |
| 2010/11                   | sc Heerenveen   | Eredivisie      | 31         | 9          | 2     | 0     | 0              | 0              | 0      | 0      | 33     | 9      |
| 2011/12                   | sc Heerenveen   | Eredivisie      | 27         | 10         | 2     | 0     | 0              | 0              | 0      | 0      | 29     | 10     |
| 2012/13                   | sc Heerenveen   | Eredivisie      | 1          | 0          | 0     | 0     | 1              | 0              | 0      | 0      | 2      | 0      |
| 2012/13                   | Liverpool       | Premier League  | 4          | 0          | 2     | 0     | 6              | 0              | 0      | 0      | 12     | 0      |
| 2013/14                   | Liverpool       | Premier League  | 0          | 0          | 0     | 0     | 0              | 0              | 0      | 0      | 0      | 0      |
| 2013/14                   | Stoke City      | Premier League  | 19         | 4          | 6     | 1     | 0              | 0              | 0      | 0      | 25     | 5      |
| 2014/15                   | Stoke City      | Premier League  | 9          | 0          | 2     | 0     | 0              | 0              | 0      | 0      | 11     | 0      |
| 2014/15                   | Al-Ahli         | VAE Liga        | 13         | 3          | 0     | 0     | 14             | 0              | 0      | 0      | 27     | 3      |
| 2015/16                   | Al-Ahli         | VAE Liga        | 1          | 0          | 1     | 0     | 0              | 0              | 0      | 0      | 2      | 0      |
| 2016/17                   | FC Twente       | Eredivisie      | 5          | 1          | 0     | 0     | 0              | 0              | 0      | 0      | 5      | 1      |
| 2017/18                   | FC Twente       | Eredivisie      | 25         | 6          | 4     | 2     | 0              | 0              | 0      | 0      | 29     | 8      |
| 2018/19                   | FC Twente       | Eerste divisie  | 11         | 0          | 0     | 0     | 0              | 0              | 0      | 0      | 11     | 0      |
| Carrière totaal           | Carrière totaal | Carrière totaal | 219        | 43         | 21    | 4     | 27             | 1              | 5      | 1      | 272    | 49     |
| Bijgewerkt tot 4 mei 2019 |                 |                 |            |            |       |       |                |                |        |        |        |        |

## Interlandcarrière
Op 9 februari 2011 debuteerde Assaidi voor Marokko in een oefeninterland tegen Niger (3–0). Assaidi was voor het Marokkaans elftal actief op de Afrika Cup’s van 2012 en 2013.
| Interlands van Oussama Assaidi voor Marokko | Interlands van Oussama Assaidi voor Marokko | Interlands van Oussama Assaidi voor Marokko | Interlands van Oussama Assaidi voor Marokko | Interlands van Oussama Assaidi voor Marokko | Interlands van Oussama Assaidi voor Marokko |
| №                                           | Datum                                       | Wedstrijd                                   | Uitslag                                     | Soort Wedstrijd                             | Doelpunten                                  |
| Als speler bij sc Heerenveen                | Als speler bij sc Heerenveen                | Als speler bij sc Heerenveen                | Als speler bij sc Heerenveen                | Als speler bij sc Heerenveen                | Als speler bij sc Heerenveen                |
| ------------------------------------------- | ------------------------------------------- | ------------------------------------------- | ------------------------------------------- | ------------------------------------------- | ------------------------------------------- |
| 1.                                          | 9 februari 2011                             | Marokko – Niger                             | 3 – 0                                       | Vriendschappelijk                           | 0                                           |
| 2.                                          | 27 maart 2011                               | Algerije – Marokko                          | 1 – 0                                       | Kwalificatie Africa Cup 2012                | 0                                           |
| 3.                                          | 4 juni 2011                                 | Marokko – Algerije                          | 4 – 0                                       | Kwalificatie Africa Cup 2012                | 1                                           |
| 4.                                          | 10 augustus 2011                            | Senegal – Marokko                           | 0 – 2                                       | Vriendschappelijk                           | 0                                           |
| 5.                                          | 4 september 2011                            | Centraal-Afrikaanse Republiek – Marokko     | 0 – 0                                       | Kwalificatie Africa Cup 2012                | 0                                           |
| 6.                                          | 9 oktober 2011                              | Marokko – Tanzania                          | 3 – 1                                       | Kwalificatie Africa Cup 2012                | 0                                           |
| 7.                                          | 13 november 2011                            | Marokko – Kameroen                          | 1 – 1                                       | Vriendschappelijk                           | 0                                           |
| 8.                                          | 23 januari 2011                             | Marokko – Tunesië                           | 1 – 2                                       | Afrika Cup                                  | 0                                           |
| 9.                                          | 13 oktober 2012                             | Marokko – Mozambique                        | 4 – 0                                       | Kwalificatie Afrika Cup 2013                | 0                                           |
| Als speler bij Liverpool FC                 |                                             |                                             |                                             |                                             |                                             |
| 10.                                         | 8 januari 2013                              | Zambia – Marokko                            | 0 – 0                                       | Vriendschappelijk                           | 0                                           |
| 11.                                         | 12 januari 2013                             | Marokko – Namibië                           | 2 – 1                                       | Vriendschappelijk                           | 0                                           |
| 12.                                         | 19 januari 2013                             | Angola – Marokko                            | 0 – 0                                       | Afrika Cup                                  | 0                                           |
| 13.                                         | 23 januari 2013                             | Kaapverdië – Marokko                        | 1 – 1                                       | Afrika Cup                                  | 0                                           |
| Als speler bij Stoke City FC                |                                             |                                             |                                             |                                             |                                             |
| 14.                                         | 13 november 2014                            | Marokko – Benin                             | 6 – 1                                       | Vriendschappelijk                           | 1                                           |

## Erelijst
| Nationaal                           |    |      |
| Kampioen Eerste Divisie             | 1x | 2019 |
| ING Fair Play-prijs Eredivisie      | 1x | 2011 |
| Speler van het Jaar (sc Heerenveen) | 1x | 2011 |